# Université de Liaoning
L'Université de Liaoning est une université publique à Shenyang, Liaoning, Chine.

## Histoire
L'Université de Liaoning a été fondée en 1948. L'Université compte 27 écoles et 62 instituts de recherche.